# Noel Gallagher’s High Flying Birds
Noel Gallagher’s High Flying Birds — британская рок-группа, созданная Ноэлом Галлахером в 2010 году после его ухода из Oasis.

## История

### Распад Oasis (2009—2010)
В 2009 году Ноэл Галлахер ушёл из группы Oasis, объявив, что больше не может находиться на одной сцене со своим братом Лиамом. После этого сразу поползли слухи о возможной сольной карьере Ноэла. Галлахер-старший прекрасно понимал, что ожидания от его сольного диска будут чрезвычайно высоки и ему не удастся избежать сравнений с Oasis, а, главное, с новыми работами его брата — Beady Eye. В конце концов в 2010 году было объявлено о создании группы Noel Gallagher’s High Flying Birds. Идею названия Ноэл позаимствовал от альбома Peter Green’s Fleetwood Mac, а также от названия песни «High Flying Bird» Jefferson Airplane.

### Noel Gallagher’s High Flying Birds и одноимённый альбом (2011—2012)
После распада Oasis, Ноэл решил всерьез заняться своей дальнейшей карьерой в музыкальной индустрии[стиль]. 6 июля 2011 года, Галлахер провел пресс-конференцию в Лондоне, в ходе которой он объявил, что Noel Gallagher’s High Flying Birds выпустят одноимённый альбом 17 октября, а его совместный альбом с Amorphous Androgynous в 2012 году. 

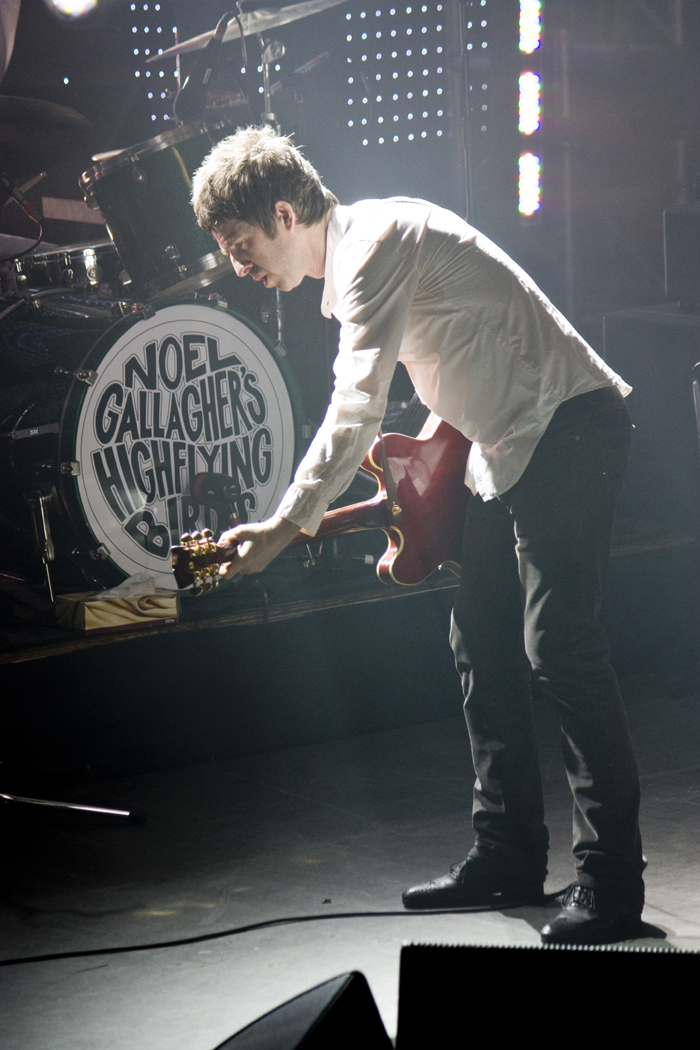
"High Flying Birds на Razzmatazz в Барселоне, в 2012 году.

В июле этого же года, он выпустил свой дебютный сингл «The Death of You and Me», получивший позитивные отзывы от критиков. «If I Had a Gun…»- первый сингл Ноэла в США, стал доступен на Apple Store 20 сентября 2011 года. В сотрудничестве с Amorphous Androgynous (они же The Future Sound of London) над их Tales of Ephidrina, он заявил: «мне это чем-то напоминает „Dark Side of the Moon“» Pink Floyd. Звучание похоже на High Flying Birds, но в отличие от этого, оно более психоделично. Это не электронный проект! Люди прибегают к этому выводу, только потому что Amorphous Androgynous раньше сами специализировались на этом…"
На очередной пресс-конференции, объясняя свой новый сольный материал и связь с другими проектами, музыкант заявил, что сотрудничество чертовски далеко. Я получил 18 треков с этого, некоторые из немецкого рока, некоторые из души, некоторые вообще из фанка и это всего лишь для одной песни.
В 2011 году группа выпустила свой дебютный альбом — Noel Gallagher’s High Flying Birds, который сразу смог возглавить британский чарт, а также получить массу положительных отзывов от критиков. Пластинка также получила двухплатиновую сертификацию от BPI и разошлась по миру тиражом в 2,5 миллиона копий. 16 марта 2012 года, Ноэл анонсировал выход его следующего мини-альбома под названием Songs from the Great White North эксклюзивно для Record Shop Day 21 апреля 2012 года. Он также объяснил, что его работа будет состоять из би-сайдов, а также будет включать его недавний трек с Amorphous Androgynous «Shoot a Hole Into the Sun».

### Chasing Yesterday и Who Built The Moon? (2014—2021)
13 октября 2014 Ноэл Галлахер анонсировал выход нового альбома «Chasing Yesterday», первый сингл с альбома In the Heat of The Moment, а также последующий тур по Великобритании и Европе. Релиз нового сингла назначен на 17 ноября 2014, релиз альбома назначен на 2 марта 2015 года.
В 2017 году группа выпустила альбом Who Built the Moon?
В 2021 году стало известно, что группа готовит к выпуску сборник лучших хитов Back the Way We Came: Vol. 1 (2011—2021).

### Council Skies (2023)
В 2022 году Ноэл Галлахер и его группа начали записывать песни для четвёртого альбома под названием "Council Skies". Запись альбома проходила в Лондоне, на студиях Abbey Road Studios и Lone Star Studios. В записи альбома также принимал участие Джонни Марр, бывший солист группы The Smiths. 
Альбом был выпущен в июне 2023 года и состоит из 11 песен. Также была выпущена делюкс-версия альбома, где присутствует песня "Don't Stop..." в новой аранжировке, которая была записана в середине нулевых в виде демо-записи для Oasis и была выпущена в 2020 году в качестве сингла и кавер Ноэля на песню "Mind Games" Джона Леннона.

## Дискография
Альбомы
- Noel Gallagher’s High Flying Birds (2011)
- Chasing Yesterday (2015)
- Who Built the Moon? (2017)
- Council Skies (2023)

Синглы
- Black Star Dancing EP (2019)
- This Is the Place EP (2019)
- Blue Moon Rising EP (2020)

Сборники
- Back the Way We Came: Vol. 1 (2011—2021)

## Участники группы
- Ноэл Галлахер — акустическая- и электро гитары, бас, вокал (вживую), меллотрон, клавиши и пианино, перкуссия, продюсер, оформление
- Рассел Притчард — бас-гитара, акустическая гитара, бэк-вокал
- Майк Роуи — клавишные
- Гем Арчер[англ.] — ритм-гитара, соло-гитара
- Крис Шэррок[англ.] — ударные

Бывшие участники
- Тим Смит — ритм-гитара, бэк-вокал, звукозапись
- Джереми Стэйси — ударные

## Награды

### Brit Awards
| Год  | Номинируемая работа                | Категория                | Результат |
| ---- | ---------------------------------- | ------------------------ | --------- |
| 2012 | Noel Gallagher’s High Flying Birds | British Male Solo Artist | Номинация |

### NME Awards
| Год  | Номинируемая работа                        | Категория                         | Результат |
| ---- | ------------------------------------------ | --------------------------------- | --------- |
| 2012 | Noel Gallagher’s High Flying Birds         | Best Solo Artist                  | Номинация |
| 2012 | Noel Gallagher’s High Flying Birds         | Best Album                        | Номинация |
| 2012 | Noel Gallagher объявляет о сольной карьере | Greatest Music Moment Of The Year | Номинация |
| 2012 | Noel Gallagher                             | Hero Of The Year                  | Номинация |
| 2012 | Noel Gallagher                             | Godlike Genius                    | Победа    |

### Ivor Novello Awards
| Год  | Номинант       | Категория                   | Результат |
| ---- | -------------- | --------------------------- | --------- |
| 2013 | Noel Gallagher | Outstanding Song Collection | Победа    |

### Nordoff Robbins Awards
| Год  | Номинируемая работа                | Категория     | Результат |
| ---- | ---------------------------------- | ------------- | --------- |
| 2013 | Noel Gallagher’s High Flying Birds | Best Live Act | Номинация |

### Q Awards
| Год  | Номинируемая работа и номинант | Категория        | Результат |
| ---- | ------------------------------ | ---------------- | --------- |
| 2011 | Noel Gallagher                 | Q Icon           | Победа    |
| 2012 | «Everybody’s on the Run»       | Best Video       | Номинация |
| 2012 | Noel Gallagher                 | Best Solo Artist | Номинация |
| 2013 | Noel Gallagher                 | Q Icon           | Победа    |